# La Chapelle-Gauthier (Sena y Marne)
La Chapelle-Gauthier es una comuna francesa situada en el departamento de Sena y Marne, en la región de Isla de Francia.

## Demografía
| 482 | 516 | 543 | 569 | 927 | 1269 | 1441 |
| Para los censos de 1962 a 1999 la población legal corresponde a la población sin duplicidades (Fuente: INSEE [Consultar]) |     |     |     |     |      |      |